# (34570) 2000 SZ307
2000 SZ307 (asteroide 34570) é um asteroide da cintura principal. Possui uma excentricidade de 0.16778880 e uma inclinação de 8.38487º.
Este asteroide foi descoberto no dia 30 de setembro de 2000 por LINEAR em Socorro.